# Péché mortel (bande dessinée)
Pour les articles homonymes, voir Péché mortel (homonymie).
Péché mortel est une série de bande dessinée d'anticipation narrant un futur où une éclate crise démocratique alors que se propage un grave virus. Scénarisée par Toff, dessinée par Béhé, la série a été publiée entre 1989 et 1999. L'action se déroule principalement à Strasbourg.

## Synopsis de la bande dessinée
En 1996, d'importantes mesures sont prises pour lutter contre le VRH, un virus mortel. Une milice est créée pour veiller à ce qu'aucune atteinte aux mœurs ne soit commise. Très répressive, elle possède le droit de faire usage de la force dès qu'elle l'estime nécessaire et déporte toute personne qu'elle suspecte porteuse du virus dans des ghettos où les malades s'entretuent. Cette milice est dirigée par l'ultra-conservateur Parti Populaire de Sauvegarde qui, dans le climat de peur entretenu par le virus, est donnée gagnante aux prochaines élections.
À quelques mois des élections, un jeune docteur, Franck Morin, affirme pouvoir élaborer un vaccin contre le VRH qui se transmettrait comme le virus espérant ainsi provoquer une nouvelle révolution sexuelle dans une France où toute allusion au sexe est devenue interdite.

## Albums
1. Le Virus du pouvoir, Dargaud, 1989  (ISBN 2-205-03651-3).
2. Un scalpel dans la mémoire, Vents d'Ouest, 1997 -  (ISBN 2-86967-527-5).
3. Résistances, Vents d'Ouest, 1998  (ISBN 2-86967-682-4)[1].
4. Autopsie d'un mensonge, Vents d'Ouest, 1999  (ISBN 2-86967-800-2)[2]

- Péché mortel (intégrale), Vents d'Ouest, coll. « Les Intégrales », 2010  (ISBN 978-2-7493-0533-2). Avant-propos du psychiatre Georges Yoram Federmann.

## Accueil critique
Le tome 4 Autopsie d'un mensonge fait partie de la sélection officielle au Festival d'Angoulême 2000, catégorie Alph-Art du scénario.